# Franz Hasiba
Franz Hasiba (* 3. August 1932 in Graz) ist ein österreichischer Agraringenieur und Politiker (ÖVP).

## Laufbahn
Hasiba war zwischen 1966 und 1973 Landesparteisekretär der ÖVP-Steiermark und danach von 1973 bis 1983 Zweiter Bürgermeister-Stellvertreter von Graz. Er teilte sich im Anschluss eine Funktionsperiode mit Alfred Stingl (SPÖ) als Grazer Bürgermeister, wobei Hasiba zwischen 1983 und dem 10. Jänner 1985 das Amt des Bürgermeisters innehatte. Danach wurde Hasiba am 11. Jänner 1985 als Landesrat angelobt und am 18. Oktober 1991 zum Landeshauptmann-Stellvertreter gewählt. Am 19. Oktober 1993 wechselte Hasiba in den Landtag Steiermark. Aufgrund seiner Wiederwahl am 12. Jänner 1996 übte er bis Ende 2000 das Amt des Ersten Landtagspräsidenten aus.